# Welsh International 1977
Die Welsh International 1977 fanden Anfang Dezember 1977 in Cardiff statt. Es war die 27. Auflage dieser internationalen Meisterschaften von Wales im Badminton.

## Titelträger
| Disziplin    | Sieger                       |
| ------------ | ---------------------------- |
| Herreneinzel | Mike Tredgett                |
| Dameneinzel  | Gillian Gilks                |
| Herrendoppel | David Eddy Eddy Sutton       |
| Damendoppel  | Barbara Sutton Marjan Ridder |
| Mixed        | Elliot Stuart Gillian Gilks  |

## Finalresultate
| Disziplin    | Sieger                       | Finalist                    | Ergebnis      |
| ------------ | ---------------------------- | --------------------------- | ------------- |
| Herreneinzel | Mike Tredgett                | David Eddy                  | 15–9, 15–4    |
| Dameneinzel  | Gillian Gilks                | Marjan Ridder               | 11–5, 11–6    |
| Herrendoppel | David Eddy Eddy Sutton       | Elliot Stuart Mike Tredgett | 9–13, Aufgabe |
| Damendoppel  | Barbara Sutton Marjan Ridder | Jane Webster Anne Statt     | 15–9, 15–2    |
| Mixed        | Elliot Stuart Gillian Gilks  | Rob Ridder Marjan Ridder    | 15–10, 15–12  |